# Amadeo de Souza Cardoso
Amadeo de Souza-Cardoso (14. november 1887 – 25. oktober 1918) var en portugisisk kunstner. Han blev født i Mancelos, en region i Amarante. På sin nittenårs fødselsdag tog han til Paris, for at fortsætte sine studier af arkitektur, men han ændrede hurtigt sine planer og begyndte at male malerier, fortrinsvis karikaturer. I 1910 opholdt han sig i nogle måneder i Bruxelles, hvor han fik udstillet nogle værker og opnåede en vis opmærksomhed. Han blev gode venner med kunstnere og forfattere som Gertrude Stein, Juan Gris, Amedeo Modigliani, Alexander Archipenko, Max Jacob, Constantin Brâncuşi og Otto Freundlich. I 1913 deltog Amadeo de Souza Cardoso i to væsentlige udstillinger: Armory Show i USA, som rejste fra New York City, via Boston til Chicago, og Erste Deutsche Herbstsalon på Galerie Der Sturm i Berlin. Begge udstillinger præsenterede moderne kunst for et publikum, der ikke var vant til dette.
Amadeo tog ved 1. verdenskrigs udbrud tilbage til Portugal, hvor han giftede sig med Lucie Meynardi Peccetto. Allerede i 1918, i en alder af 30 døde han af den spanske syge.

## Udvalgte værker
- Retrato de Francisco Cardoso (Portræt af Francisco Cardoso)
- Menina dos Cravos (Carnation Girl)
- Cozinha da Casa de Manhufe (Manhufe's Køkken)
- Entrada (Indgangsparti)
- Pintura
- Os falcões (høge), álbum XX dessins, publ. in Paris, 1912
- O castelo (Borg) 1912
- Pintura Coty, 1917
- Máscara de olho verde (Den grønøjede maske), 1916

- Saut du Lapin, 1911
- Cabeça, 1913
- Entrada, 1917
- Pintura, 1917